# Nivellering (geschiedenis)
Nivellering is een begrip uit de geschiedschrijving. Met de term wordt aangeduid dat als een gebeurtenis lang geleden is, de grenzen tussen daders, slachtoffers, omstanders en medeplichtigen dreigen te vervagen.
NB: Het artikel belicht het fenomeen verder vanuit dat perspectief omtrent de Holocaust.

## Holocaust
Nivellering met betrekking tot de Holocaust verwijst naar het vervagen van de grenzen tussen daders, slachtoffers, omstanders en medeplichtigen; of naar het nevenschikken van de Holocaust – waarbij zes miljoen Joden, Sinti en Roma werden omgebracht door de nazi's – met ander massaal leed (zoals de slavernij of de bio-industrie).
Volgens schrijfster Chaja Polak gaat nivellering ten aanzien van de Holocaust ten koste van de historische waarheid.

### Achtergrond
In 1983 kwam de nivelleringsgedachte omtrent de Holocaust op gang nadat historicus Hans Blom in zijn oratie wees op een groot grijs middenveld tussen 'goed' en 'fout' in de Tweede Wereldoorlog. In 2019 noemde journalist Michel Krielaars het een terechte nuancering in die tijd, maar hij merkte erbij op dat deze later neigde naar vergoelijking van de handelingen van daders "die na hun werkzaamheden brave huisvaders waren".
De term 'nivellering' wordt ook gebruikt voor tendensen om de slachtoffers van de Holocaust tegelijk met de daders te herdenken, of de Tweede Wereldoorlog tegelijk te herdenken met andere oorlogen.

### Voorbeelden
Voorbeelden van boeken waarin volgens critici sprake is van nivellering:
- Chris van der Heijden, Grijs verleden (2001), ISBN 9789024433049 [8]
- Bart van den Boom, Wij wisten niets van hun lot, Gewone Nederlanders en de Holocaust (2012) ISBN 9789461054777 [8][9]
- Isabel van Boetzelaer, Oorlogsouders (2017), ISBN 9789089759221

De term 'nivellering' is toegepast op bepaalde boeken over de geschiedenis van de Holocaust waarin het beeld werd genuanceerd, dan wel begrip werd gekweekt voor de daders.

### Wetenswaardigheden
Een stap verder dan nivellering zijn de relativering van de ernst van de Holocaust en de banalisering van de Holocaust. Het uiterste van de trend is victim blaming, of in het Duits "Täter-Opfer-Umkehr", de omkering van daders en slachtoffers. De Israëlische psychiater Zvi Rex merkte in dit verband op: "The Germans will never forgive the Jews for Auschwitz."